# Copris corpulentus
Copris corpulentus är en skalbaggsart som beskrevs av Gillet 1910. Copris corpulentus ingår i släktet Copris och familjen bladhorningar. Inga underarter finns listade i Catalogue of Life.